# Edson Tavares
Edson Tavares (Rio de Janeiro, 10 juni 1956) is een Braziliaans voetbaltrainer.

## Carrière
Met Al-Hilal werd hij in 1991 kampioen van de Aziatisch kampioenschap. 